# Estación Nishiōzu
La estación Nishiōzu (西大洲駅 Nishiōzu-eki?) es una estación de la línea Yosan de la Japan Railways que se encuentra en la ciudad de Ōzu de la prefectura de Ehime. El código de estación es el "U15".

## Estación de pasajeros
Cuenta con una única plataforma, la cual posee un único andén (andén 1).

### Andén
| 1 | ● Línea Yosan | Hacia Ōzu, Uchiko, Iyo y Matsuyama (los servicios rápidos no se detienen) |
| 1 | ● Línea Yosan | Hacia Yawatahama y Uwajima (los servicios rápidos no se detienen)         |

## Historia
- 1961: el 20 de octubre se inaugura la estación.
- 1987: el 1° de abril pasa a ser una estación de la división Ferrocarriles de Pasajeros de Shikoku de la Japan Railways.[5][6]

## Estación anterior y posterior
- Línea Yosan 
  - Estación IyoŌzu (U14)  <<  Estación Nishioozu (U15)  >>  Estación Iyohirano (U16)